# Appuntamento a Wicker Park
Appuntamento a Wicker Park (Wicker Park) è un film del 2004 diretto da Paul McGuigan, rifacimento del film francese del 1996 L'appartamento con Vincent Cassel, Romane Bohringer e Monica Bellucci.
Protagonista della pellicola, corrispondente al ruolo originale di Cassel, è Josh Hartnett, successivamente ridiretto da McGuigan in Slevin - Patto criminale (2006).

## Trama
Matthew, ex fotografo ed ora affermato pubblicitario, sta partendo per un viaggio d'affari in Cina. Durante una cena di lavoro alla quale è presente la sua fidanzata, si allontana dal tavolo per andare a fare una telefonata ma trova la cabina occupata, così si dirige verso il bagno.
Appena uscito, si accorge che quella nella cabina era Lisa, la sua ex fidanzata che gli aveva spezzato il cuore, ma la perde subito di vista anche se ritrova la chiave della sua stanza; ciò gli permette di incontrarla.
Matthew decide così di non partire per la Cina, anche se lo fa credere a tutti, ma di rimanere per poter rivedere Lisa, di cui è ancora innamorato.
Scopre che quella stanza è di Alex che aveva fatto di tutto pur di non farli incontrare, essa era ed è ancora innamorata di Matthew. Si scopre che Lisa non era scappata ma era partita per un tour di ballo uscito all'ultimo momento e aveva chiesto ad Alex di consegnare a Matthew una lettera; le aveva consegnato pure una copia delle chiavi dell'appartamento di lui, ma Alex una volta entrata nell'appartamento si è limitata a cancellare tutti i messaggi di Lisa dalla segreteria.
Matthew e Lisa infine si riabbracciano in aeroporto.

## Colonna sonora
1. Maybe Tomorrow - Stereophonics
2. Everybody Is Someone - Lifehouse
3. A Movie Script Ending (acoustic version) - Death Cab for Cutie
4. How to Be Dead - Snow Patrol
5. Lover's Spit - Broken Social Scene
6. Retour A Vega - The Stills
7. Flowers in December - Mazzy Star
8. When the Day is Gone - The Legends
9. When I Goosestep (rare non album track) - The Shins
10. Light Switch - Jaime Wyatt
11. These Days - Mates of State
12. All I Do - +/-
13. We All Have a Map of the Piano - múm
14. Against All Odds (rare non album track) - The Postal Service
15. Strange and Beautiful - Aqualung
16. I Know You Are But What Am I? - Mogwai
17. The Scientist (Coldplay) - Johnette Napolitano & Danny Lohner
18. I Miss You Now? - Stereophonic